# 安乐水库 (柳城)
安乐水库是中国广西壮族自治区柳州市柳城县境内的一座水库，位于融江流域杨梅河上，建于1958年。水库正常库容为1057万立方米，集雨面积为17平方千米，海拔为192.13米。